# Augusto Nascimento e Silva
Augusto do Nascimento e Silva (Santo Ângelo, 29 de março de 1918 — 1º de outubro de 1957) foi um advogado e político brasileiro.
Filho de Ernesto do Nascimento e Silva e Zeny Ferreira do Nascimento, formou-se no curso ginasial, do Ginásio Cristo Redentor, em Cruz Alta, no ano de 1938. Em 1946 concluiu o curso de Ciências Jurídicas e Sociais na   Faculdade Livre de Direito de Porto Alegre. Em 1944, quando acadêmico de Direito, foi professor no Ginásio Santo Ângelo e na Escola Técnica Teresa Verzeri, nas cadeiras de Português, Latim e Frânces. Em 1945, assumiu a secretaria da Prefeitura de Santo Ângelo, como membro do Partido Social Democrático - PSD. Foi vereador e líder da bancada na Câmara Municipal.
Foi eleito, em 3 de outubro de 1954, deputado estadual, pelo PSD, para a 39ª Legislatura da Assembleia Legislativa do Rio Grande do Sul, de 1955 a 1959. Em fevereiro e maio de 1955, foi designado membro da Comissão de Educação e Saúde, e membro da Comissão Especial para estudo do problema do menor abandonado, respectivamente, já em abril de 1957 foi membro da Comissão de Constituição e Justiça.
Destacou-se principalmente pela defesa dos interesses de Santo Ângelo, através de constantes intervenções nos mais diversos setores principalmente no que diz respeito à ampliação da rede escolar primária, não medindo esforços, no afã de reivindicar o aumento das escolas no interior do estado.
É homenageado com seu nome em escolas nos municípios de São Miguel das Missões e Santo Ângelo e na Travessa Augusto do N E Silva, Santo Ângelo - Rio Grande do Sul.